# Superpuchar Hiszpanii w piłce siatkowej mężczyzn (2003)
Superpuchar Hiszpanii w piłce siatkowej mężczyzn 2003 – szósta edycja rozgrywek o Superpuchar Hiszpanii rozegrana 26 listopada 2003 roku w Pabellón Esperanza Lag w Elx. W meczu o Superpuchar udział wzięły dwa kluby: mistrz Hiszpanii w sezonie 2002/2003 - Unicaja Almería oraz zdobywca Pucharu Hiszpanii 2003 - CV J'Hayber Elche.
Po raz trzeci z rzędu zdobywcą Superpucharu Hiszpanii został klub Unicaja Almería.

## Drużyny uczestniczące
| Drużyna           | Osiągnięcia w sezonie 2002/2003 |
| ----------------- | ------------------------------- |
| Unicaja Almería   | mistrzostwo Hiszpanii           |
| CV J'Hayber Elche | zdobycie Pucharu Hiszpanii      |

## Mecz
Środa, 26 listopada 2003 – 20:30 (UTC+1) • Pabellón Esperanza Lag, Elx
Widzów: 1500
Czas trwania meczu: 141 minut
Sędziowie: Mario Bernaola i Ramón A. Navarro
| CV J'Hayber Elche          | 2:3                                        | Unicaja Almería     |
| Rogerio Castaldelli 20 pkt | (22:25, 20:25, 25:10, 25:19, 13:15) raport | Pieter Olree 16 pkt |

| Poz.                 | Nr | Zawodnik             | 1           | 2           | 3           | 4           | 5           | Pkt |
| -------------------- | -- | -------------------- | ----------- | ----------- | ----------- | ----------- | ----------- | --- |
| Ś                    | 1  | Marcos Dreyer        | 1 wskładzie | 1 wskładzie | 1 wskładzie | 1 wskładzie | 1 wskładzie | 15  |
| A                    | 6  | Rogerio Castaldelli  | 1 wskładzie | 1 wskładzie | 1 wskładzie | 1 wskładzie | 1 wskładzie | 20  |
| Ś                    | 7  | Alex Diaz            | 1 wskładzie | 1 wskładzie | 1 wskładzie | 1 wskładzie | 1 wskładzie | 13  |
| P                    | 10 | Israel Rodríguez     | 1 wskładzie | 1 wskładzie | 1 wskładzie | 1 wskładzie | 1 wskładzie | 14  |
| P                    | 13 | Fábio Bomfim         | 1 wskładzie | 1 wskładzie | 1 wskładzie | 1 wskładzie | 1 wskładzie | 13  |
| R                    | 17 | Vicente Ferrández    | 1 wskładzie | 1 wskładzie | 1 wskładzie | 1 wskładzie | 1 wskładzie | 1   |
| L                    | 9  | Óscar Rodríguez      | L           | L           | L           | L           | L           |     |
| Zmiany               |    |                      |             |             |             |             |             |     |
| P                    | 11 | José Antonio Salinas |             |             | 2 zmiana    | 2 zmiana    | 2 zmiana    | 1   |
| A                    | 16 | Manuel Berlanga      | 2 zmiana    |             | 2 zmiana    | 2 zmiana    | 2 zmiana    |     |
| Nie weszli na boisko |    |                      |             |             |             |             |             |     |
| P                    | 4  | Francisco Ruíz       |             |             |             | 4 pusty     | 4 pusty     |     |
| Ś                    | 8  | Manuel Parres        |             |             |             | 4 pusty     | 4 pusty     |     |
| R                    | 12 | Jesús Ariño          |             |             |             | 4 pusty     | 4 pusty     |     |
| Trener               |    |                      |             |             |             |             |             |     |
| Óscar Novillo        |    |                      |             |             |             |             |             |     |

| Poz.                 | Nr | Zawodnik             | 1           | 2           | 3           | 4           | 5           | Pkt |
| -------------------- | -- | -------------------- | ----------- | ----------- | ----------- | ----------- | ----------- | --- |
| R                    | 1  | Cosme Prenafeta      | 1 wskładzie | 1 wskładzie | 1 wskładzie | 1 wskładzie | 1 wskładzie | 2   |
| P                    | 2  | Gustavo Scholtis     | 1 wskładzie | 1 wskładzie | 1 wskładzie | 4 pusty     | 4 pusty     | 8   |
| Ś                    | 5  | Carlos Carreño       | 1 wskładzie | 1 wskładzie | 1 wskładzie | 1 wskładzie | 1 wskładzie | 9   |
| A                    | 13 | José Antonio Casilla | 1 wskładzie | 1 wskładzie | 1 wskładzie | 1 wskładzie | 1 wskładzie | 10  |
| P                    | 15 | Pieter Olree         | 1 wskładzie | 1 wskładzie | 1 wskładzie | 1 wskładzie | 1 wskładzie | 16  |
| Ś                    | 16 | Juan José Salvador   | 1 wskładzie | 1 wskładzie | 1 wskładzie | 1 wskładzie | 1 wskładzie | 8   |
| L                    | 18 | Manolo Berenguel     | L           | L           | L           | L           | L           |     |
| Zmiany               |    |                      |             |             |             |             |             |     |
| P                    | 6  | Péter Veres          | 2 zmiana    |             | 2 zmiana    | 1 wskładzie | 1 wskładzie | 12  |
| R                    | 9  | Nicolás Efrón        | 2 zmiana    |             | 2 zmiana    | 2 zmiana    | 2 zmiana    |     |
| A                    | 14 | Ibán Pérez           |             |             | 2 zmiana    | 2 zmiana    | 4 pusty     | 1   |
| Nie weszli na boisko |    |                      |             |             |             |             |             |     |
| P                    | 7  | Juan Contreras       |             |             |             | 4 pusty     | 4 pusty     |     |
| A                    | 12 | Juan Carlos Barcala  |             |             |             | 4 pusty     | 4 pusty     |     |
| Trener               |    |                      |             |             |             |             |             |     |
| Fernando Muñoz       |    |                      |             |             |             |             |             |     |

## Statystyki meczowe
| ELC | STATYSTYKI        | ALM |
| 105 | MAŁE PUNKTY       | 94  |
| 59  | ATAK              | 59  |
| 13  | BLOK              | 4   |
| 5   | SERWIS            | 3   |
| 28  | BŁĘDY PRZECIWNIKA | 28  |